# Gintautas Umaras
Gintautas Umaras (n. 20 mai 1963, Kaunas, RSS Lituaniană, URSS) este un ciclist lituanian, medaliat olimpic. A participat la o ediție a Jocurilor Olimpice (1988) în care a câștigat o medalie de aur.

## Participări
Lista de mai jos prezintă principalele competiții la care a participat Gintautas Umaras de-a lungul carierei.
- cycling at the 1988 Summer Olympics – men's individual pursuit[*]